# Sally Roberts
Sally Roberts (ur. 30 listopada 1980) – amerykańska zapaśniczka walcząca w stylu wolnym. Brązowa medalistka mistrzostw świata w 2003 i 2005. Pierwsza w Pucharze Świata w 2003 i 2006; druga w 2005, a piąta w 2004 roku.